# Ogcocephalus darwini
Ogcocephalus darwini és una mena de peix ratpenat que es troba a les Illes Galàpagos, a profunditats de 30 metres o més. Aquesta espècie és molt pròxima a l'Ogcocephalus porrectus que es troba prop de les Illes Cocos, a la forària de les costes de Costa Rica. Aquest peix és particularment conegut pels seus llavis vermells prominents.
Nedadors dolents, els peixos ratpenat utilitzen llurs aletes pectorals per a « caminar » pel fons marí. Tot com els altres Lophiiformes, aquesta espècie posseeix un illicium al cap que li permet d'atreure les preses. L'espècie és piscívora / invertívora, s'alimenta principalment de peixos petits i crustacis tals gambes i mol·luscs.